# COVID-19-Pandemie in San Marino
Die COVID-19-Pandemie in San Marino tritt seit Ende Februar 2020 als regionales Teilgeschehen des weltweiten Ausbruchs der Atemwegserkrankung COVID-19 auf und beruht auf Infektionen mit dem Ende 2019 neu aufgetretenen Virus SARS-CoV-2 aus der Familie der Coronaviren. Die COVID-19-Pandemie breitet sich seit Dezember 2019 von China ausgehend aus. Ab dem 11. März 2020 stufte die Weltgesundheitsorganisation (WHO) das Ausbruchsgeschehen des neuartigen Coronavirus als Pandemie ein.

## Verlauf
Die COVID-19-Verdachtsfälle werden in San Marino getestet, die betroffenen Fälle im Land veröffentlicht sowie der Weltgesundheitsorganisation (WHO) übermittelt, die in täglichen situation reports (Situationsberichten) über die Fallzahlen im Land berichtet. Daneben berichtet auch die Johns Hopkins University über das Center for Systems Science and Engineering (CSSE) von den Fallzahlen in San Marino.

### Februar 2020
Am 27. Februar 2020 wurde der erste bestätigte Fall in San Marino an die WHO gemeldet. Es handelte sich um einen 88-jährigen Italiener mit Vorerkrankungen. Er wurde in ein Krankenhaus in Rimini in Italien eingeliefert.

### März 2020
Am 1. März wurden sieben weitere Fälle von der WHO bestätigt und es wurde bekannt, dass erstmals eine Person – ein 88-jähriger Mann – in San Marino COVID-19 verstarb. Am 8. März stieg die Zahl der bestätigten Fälle auf 36; am 10. März wurden 63 Fälle bestätigt. Am 11. März wurden laut WHO 66 Fälle bestätigt und die Zahl der Todesfälle erhöhte sich auf drei. Am 12. März erreichte man die Zahl von 67 bestätigten Fällen und fünf Verstorbenen. Am 14. März trat eine landesweite Quarantäne in Kraft, welche bis zum 6. April den Alltag und das freie Bewegen der Bürger weitestgehend einschränkte. Am 18. März 2020 wurden laut WHO 119 Fälle und elf COVID-19-Tote registriert. Am 20. März 2020 wurden 144 Fälle, 14 Tote und vier Genesene registriert. Am 21. März 2020 wurden 151 Fälle und weiterhin 14 Tote registriert. An den beiden folgenden Tagen wurden keine neuen Fälle an die WHO gemeldet. Am 24. März 2020 wurden insgesamt 187 Fälle gemeldet.

### 2021
Gemäß Dekret gibt es zum Jahresbeginn 2021 folgende Einschränkungen: Versammlungen sind nur institutionellen Gremien gestattet. Der Zugang zu Lebensmittelgeschäften ist nur einzeln gestattet. Einkaufszentren sind geöffnet. Bewegungen innerhalb von San Marino sind nur von 5 bis 22 Uhr gestattet; Private Feiern sind nicht erlaubt. Restaurants, Cafés und Bars dürfen von 5 bis 18 Uhr öffnen.
San Marino startete als letztes Land Europas die Impfkampagne, seit dem 25. Februar 2021 wird mit Sputnik V geimpft. Ursprünglich sollte der Kleinstaat von Italien mit Impfstoffen mitversogt werden. Aber die Lieferungen blieben aus. Bereits Mitte April hatte San Marino eine der höchsten Impfquoten Europas.

## Statistik

### Definitionen
Bestätigter Fall
- Person mit positivem Test auf SARS-CoV-2; unabhängig von der Symptomatik.

Todesfall
- Person, die irgendwann als bestätigter Fall galt und danach verstarb; unabhängig davon, ob SARS-CoV-2 bzw. COVID-19 die Todesursache war oder nicht.

### Positive Testergebnisse

Bestätigte Infizierte in San Marino nach Daten der WHO. Oben kumuliert, unten Tageswerte

### Todesfälle

Bestätigte Todesfälle in San Marino nach Daten der WHO. Oben kumuliert, unten Tageswerte

### Internationaler Vergleich
Am 30. März 2020 war San Marino mit 229 bestätigten Fällen auf 33.386 Einwohnern das Land mit den meisten Fällen pro Kopf auf der Welt (0,69 %). Die bis zu diesem Tag bereits 101.739 positiv Getesteten im angrenzenden Italien, das zu diesem Zeitpunkt als besonders betroffenes Land galt, entsprachen beispielsweise 0,17 % der italienischen Bevölkerung.

## Internationale Reaktionen
Am 10. März 2020 gab die Bundesregierung von Österreich für San Marino ebenso wie für Italien eine Reisewarnung mit der höchsten Sicherheitsstufe (6) aus.